# Mihai Valentin Popa
Mihai Valentin Popa (n. 16 februarie 1965) este un deputat român, ales în circumscripția electorală nr. 8 Brașov în anul 2016 din partea Partidului Social Democrat (PSD). În decembrie 2018, a trecut la Partidul Pro România (PPR) pentru o perioadă de nici o săptămână, pe 17 decembrie 2018 întorcându-se înapoi în PSD. Acest episod al politicii românești mai este numit și "Fuga celor 4, întoarcerea pe din două".
Acesta a deținut funcția de  consilier local în Consiliul Local al municipiului Făgăraș în perioada 2004 - 2008 și consilier județean în Consiliul Județean Brașov între 2012 - 2016. 
Mihai Popa este diplomat inginer din anul 1990, absolvent al Facultății de Mecanică Fină I.P. București și avocat în Baroul Brașov din anul 1997, după absolvirea Facultății de Drept Juridic – Universitatea „Lucian Blaga” Sibiu. 

## Acuzații de corupție
La data de 30 octombrie 2017, DNA a pus în mișcare acțiunea penală, sub control judiciar, asupra lui Mihai Valentin Popa sub acuzațiile de trafic de influență și șantaj. El este suspectat că ar fi încercat menținerea unei protejate într-o funcție de conducere prin amenințări și constrângeri aduse unui primar de municipiu. În decembrie 2017 a fost trimis în judecată. ÎCCJ, in noiembrie 2020, l-a achitat pe Mihai Valentin Popa, decizia fiind definitivă.